# Cosmia conjuncta
Cosmia conjuncta là một loài bướm đêm trong họ Noctuidae.